# فرودگاه ریچارد بی. راسل
 فرودگاه ریچارد بی. راسل (به انگلیسی: Richard B. Russell Airport) یک فرودگاه همگانی بهره‌برداری هوایی با کد یاتا RMG است که یک باند فرود آسفالت دارد و طول باند آن ۱۸۳۱ متر است. این فرودگاه در کشور ایالات متحده آمریکا قرار دارد و در ارتفاع ۱۹۶ متری از سطح دریا واقع شده است.